# رشته‌کوه چرسکی (ترابایکال)
رشته‌کوه چرسکی (روسی: Хребет Черского) یک رشته‌کوه در استان سرزمین زابایکالسکی کشور روسیه است.